# Carolina Werner
Carolina Werner (* 2. März 1994 in Kiel) ist eine deutsche Seglerin. Sie fährt seit 2013 als Vorschoterin mit ihrem Steuermann Paul Kohlhoff in der Mixed Klasse der Nacra 17. Sie startet für den Kieler Yacht-Club.

## Karriere
Ihre Segelkarriere begann sie in der Bootsklasse dem Teeny beim Segelclub Malente-Gremsmühlen. 2009 stieg sie um zur Segelklasse 29er, kam so zum Kieler Yacht Club und traf ihren heutigen Segelpartner Paul Kohlhoff. 2013 stiegen sie gemeinsam um zur olympischen Mixed Klasse Nacra 17.
Im Jahr 2014 belegte das Team unter den Junioren bei der Europameisterschaft im französischen La Grande-Motte den 1. Platz. Im gleichen Jahr erreichten sie einen 2. Platz beim Worldcup im britischen Weymouth.
2015 erreichte das Team den Europameisterschaften in Barcelona den 8. Platz und bei den Weltmeisterschaften im dänischen Aarhus Platz 5. In der Wertung der Junioren lag das Team bei beiden Regatten auf dem 1. Platz. Bei einem Test-Event für die olympischen Spiele 2016 belegte das Team 2015 in Rio de Janeiro einen 4. Platz.
Beim Sailing Worldcup in Weymouth gewann das Team 2016 die Silbermedaille und somit die erste Medaille bei einem hochrangigen Event.
Carolina Werner und Paul Kohlhoff gehörten der deutschen Mannschaft für die Olympischen Sommerspiele 2016 in Rio de Janeiro an. Sie belegten im Gesamtergebnis den 13. Platz mit 112 Punkten.
Carolina Werner ist Studentin in Kiel.